# Polscy zesłańcy w Imperium Rosyjskim

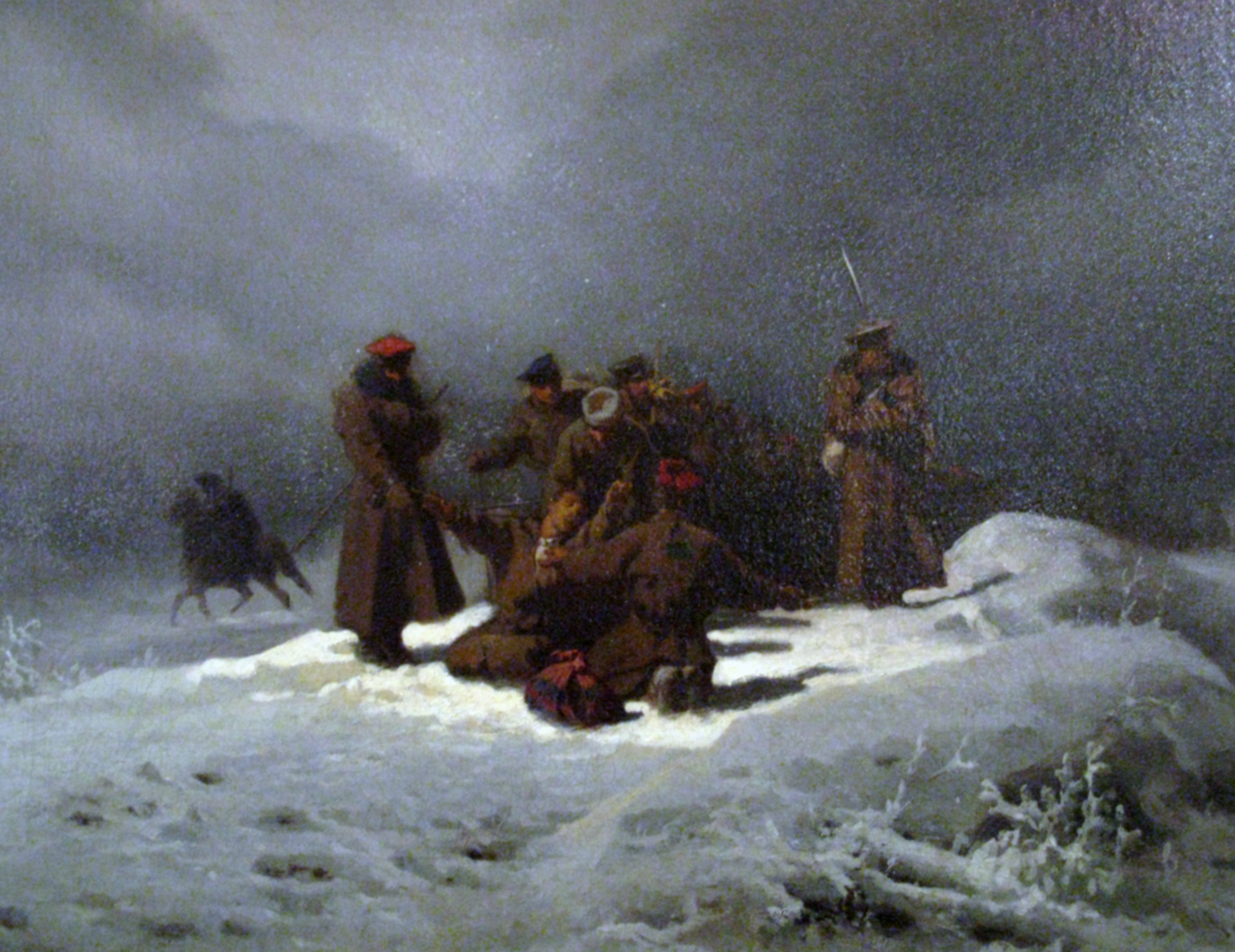
Pochód na Sybir, obraz Artura Grottgera

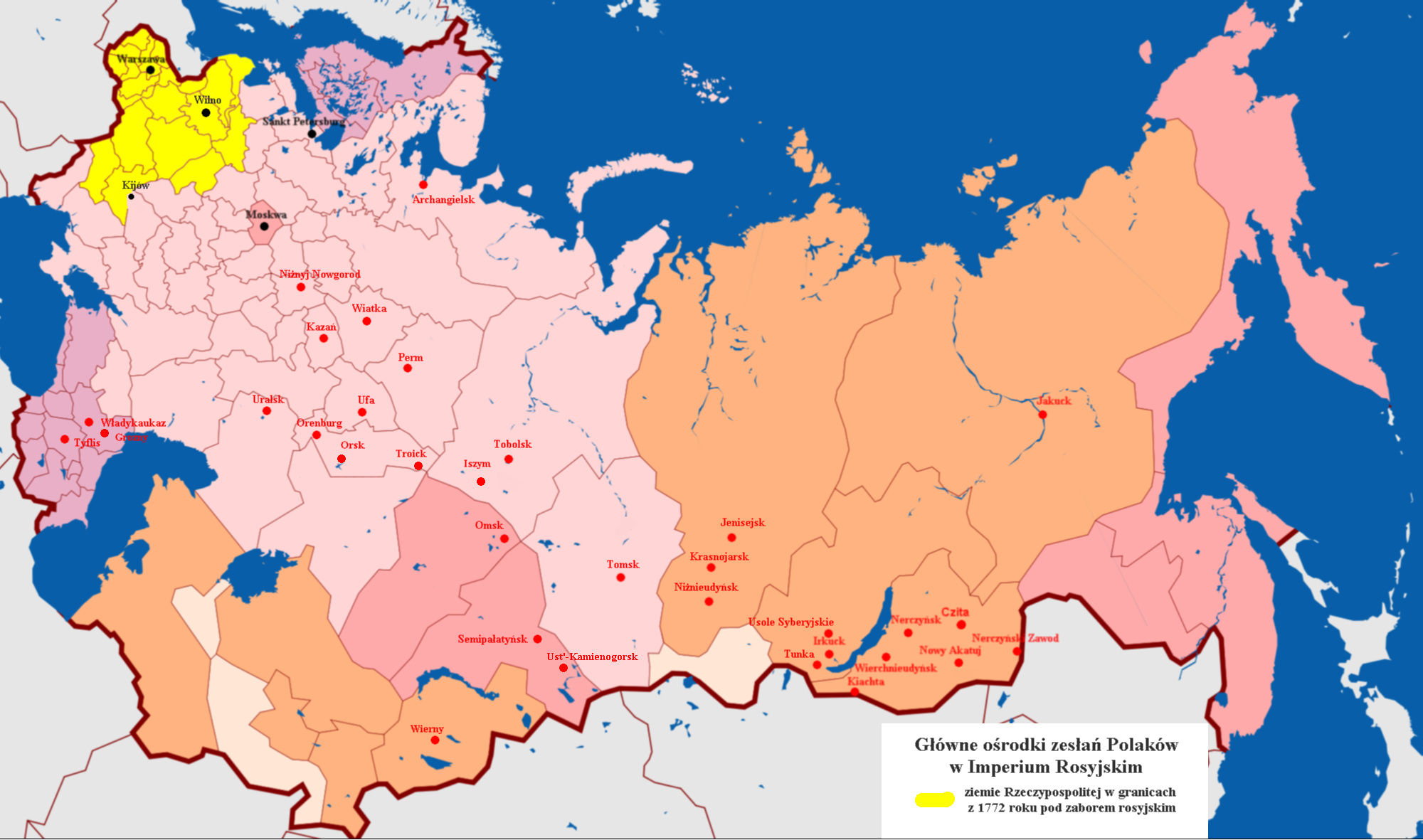
Główne ośrodki zesłań Polaków w Imperium Rosyjskim

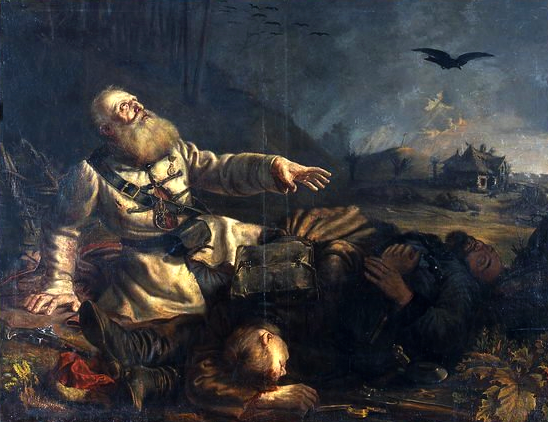
Trzy pokolenia, obraz Antoniego Kozakiewicza

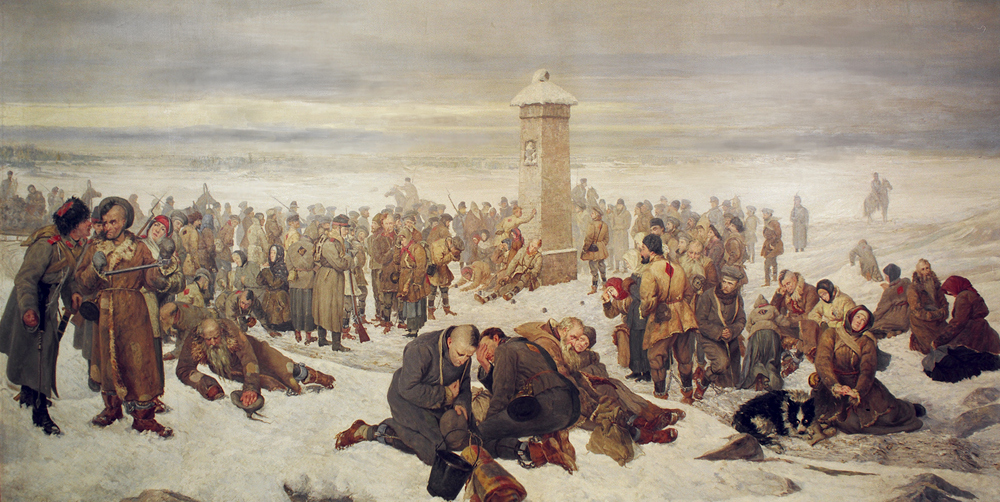
Pożegnanie Europy, obraz Aleksandra Sochaczewskiego

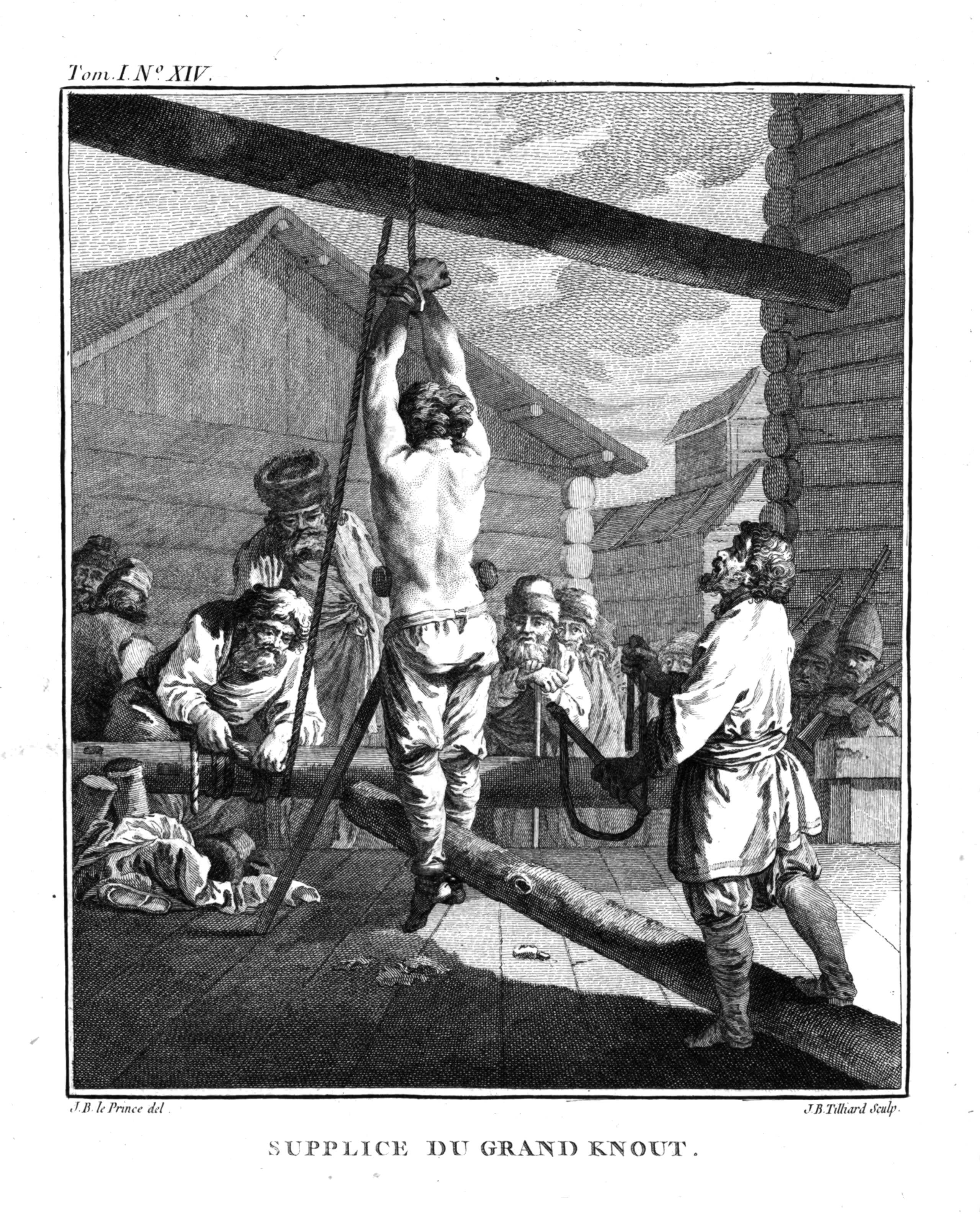
Kara wielkiego knuta, rycina z XVIII wieku

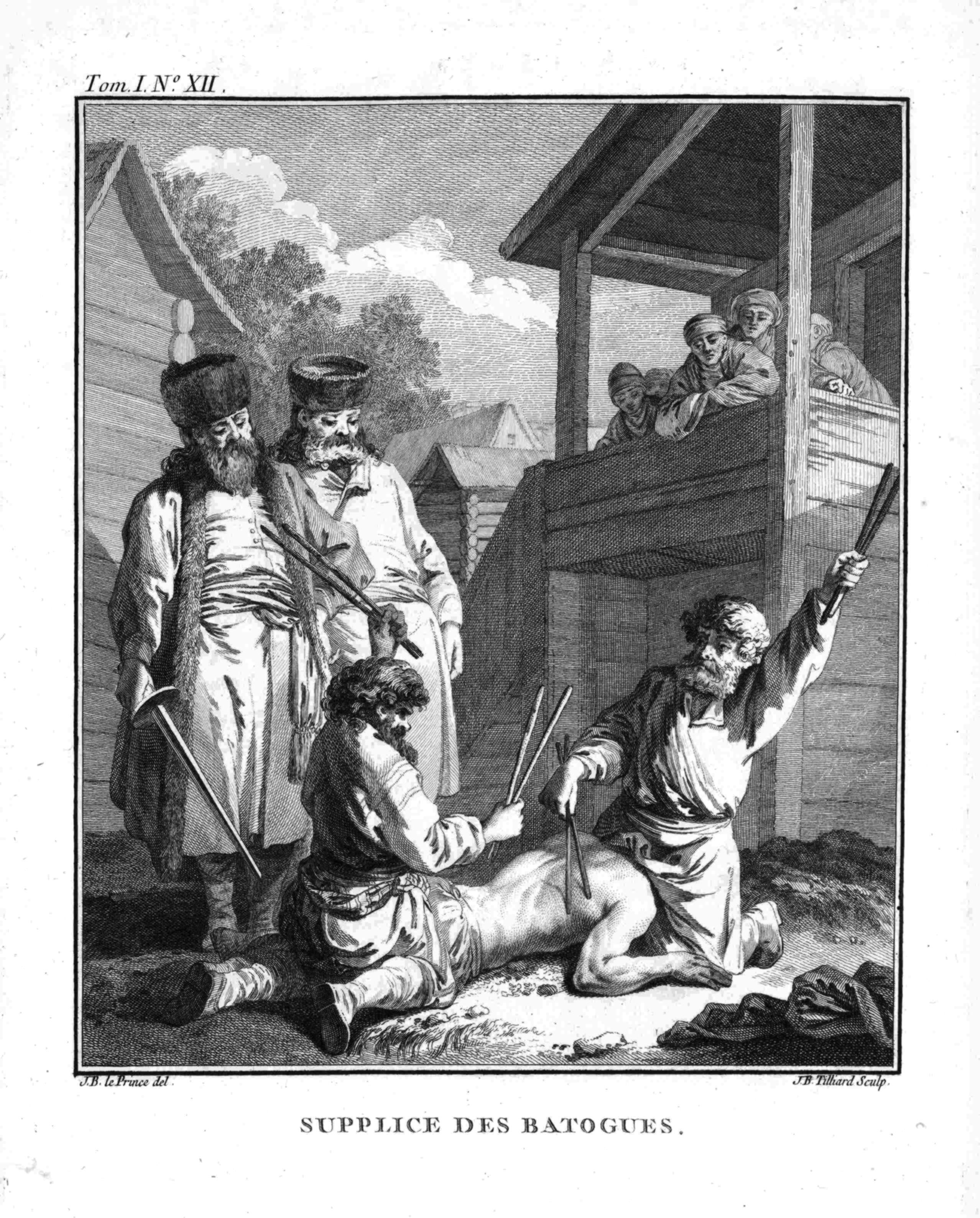
Kara batogów, rycina z XVIII wieku

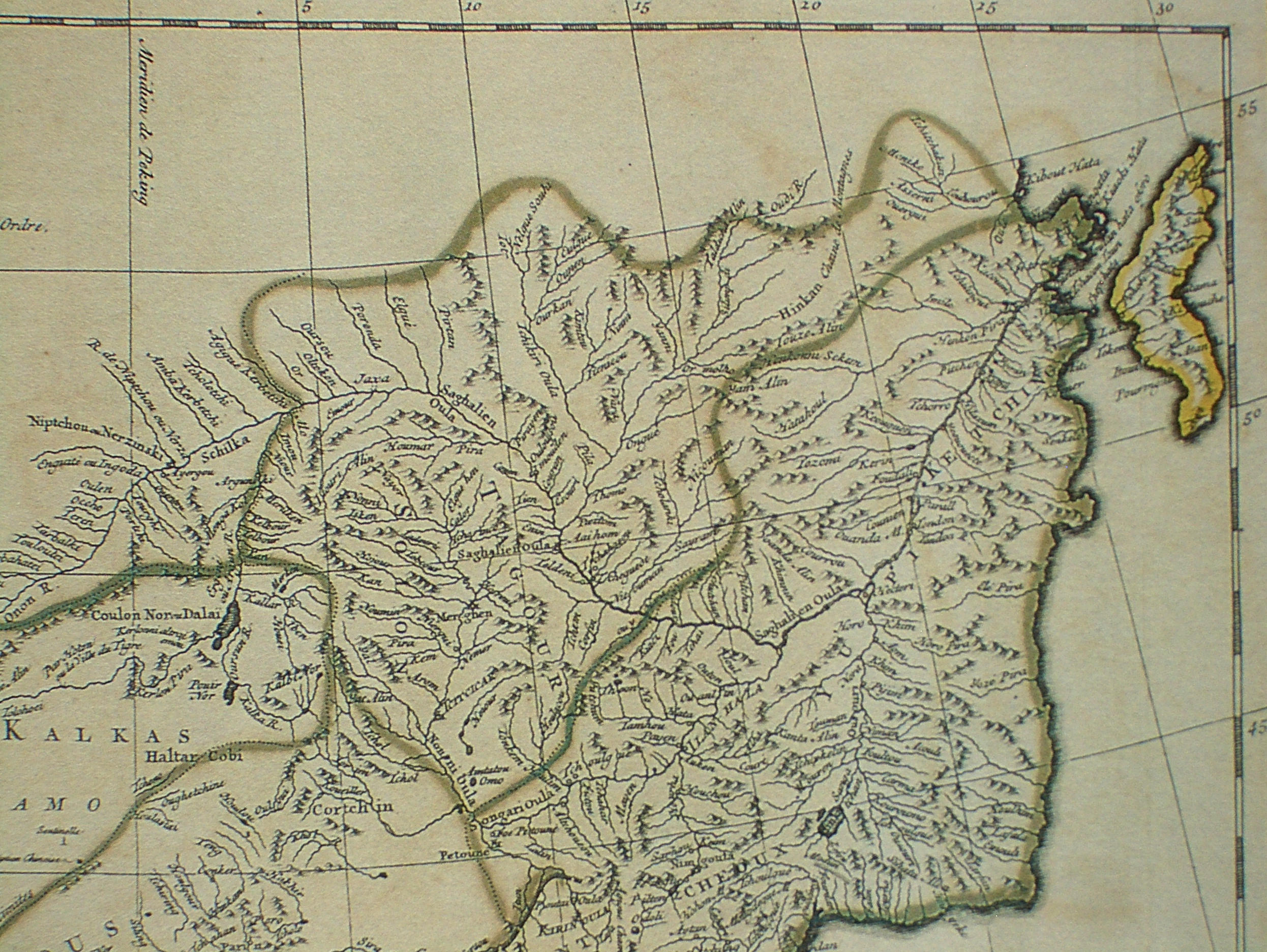
XVIII wieczna francuska mapa Chin sporządzona przez D’Anvillea, gdzie zaznaczono państewko Jaxa

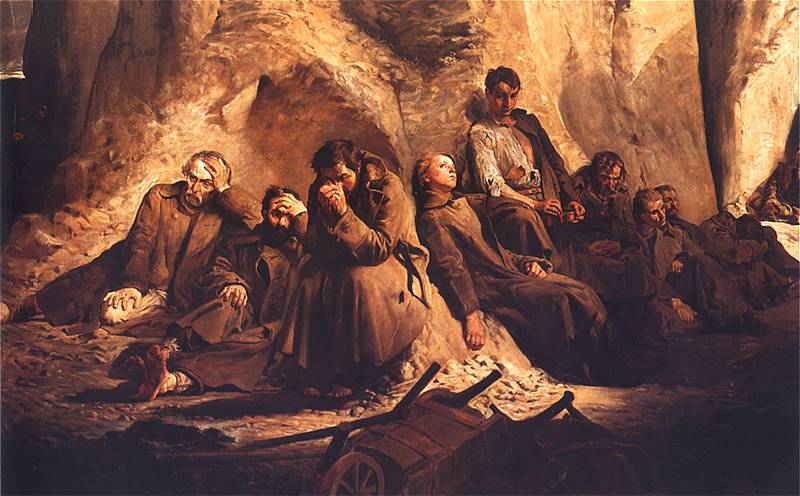
Niedziela w kopalni, obraz Jacka Malczewskiego

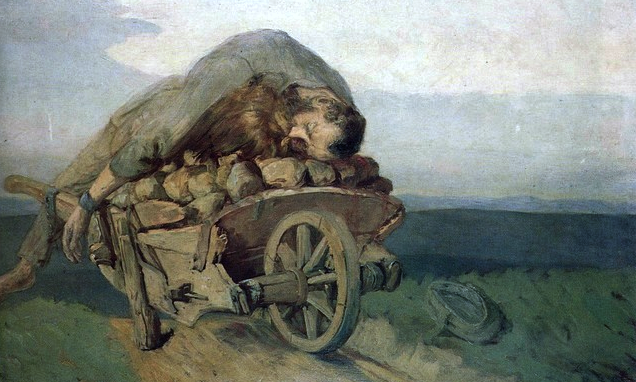
Śmierć na taczce, obraz Aleksandra Sochaczewskiego

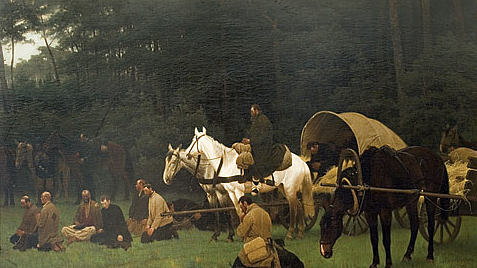
Zsyłka na Sybir, obraz Artura Nikutowskiego

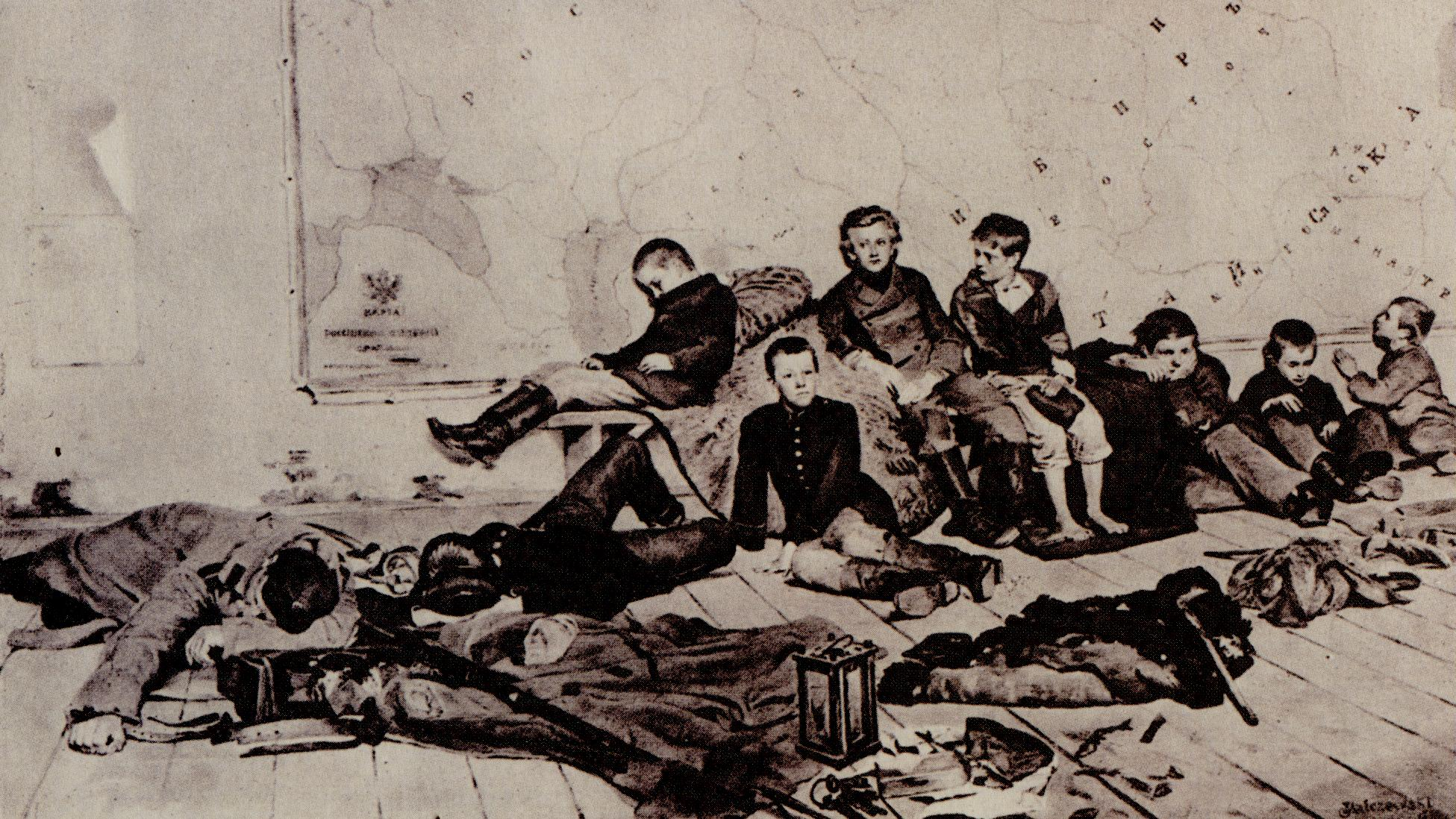
Zesłanie studentów, obraz Jacka Malczewskiego

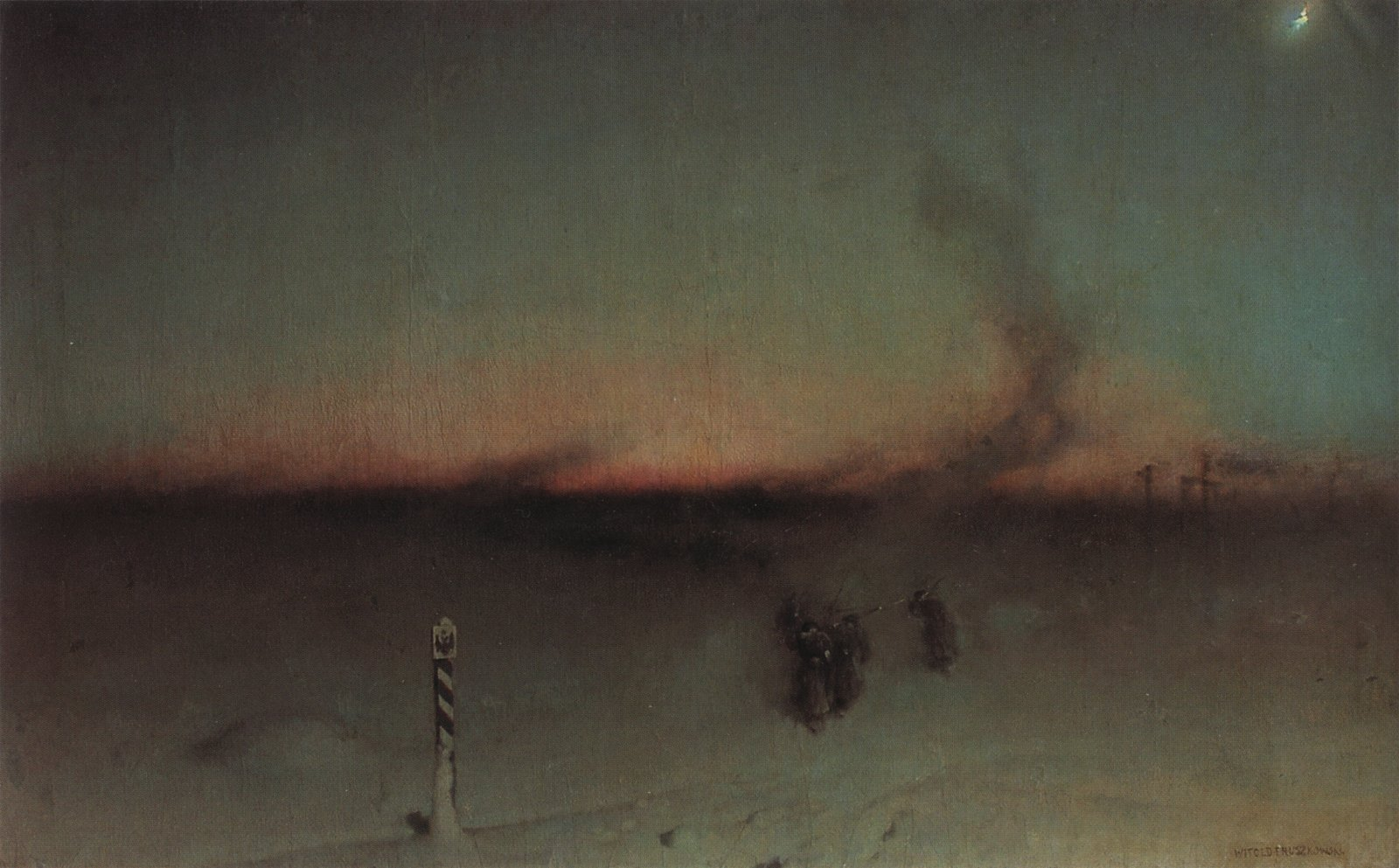
Na zesłanie w Sybir, obraz Witolda Pruszkowskiego

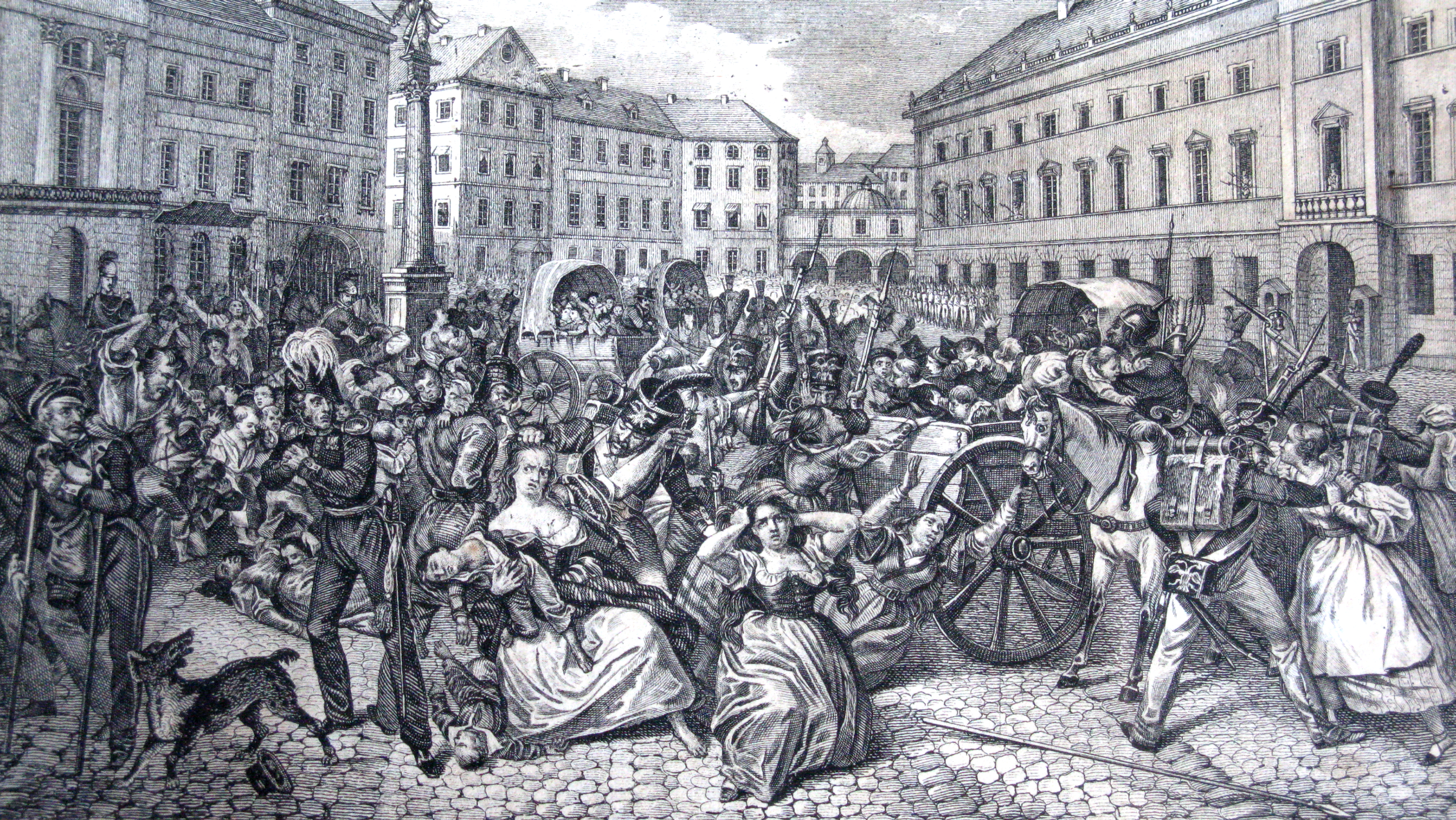
Porwanie dzieci polskich przez żołnierzy rosyjskich na placu Zamkowym w Warszawie

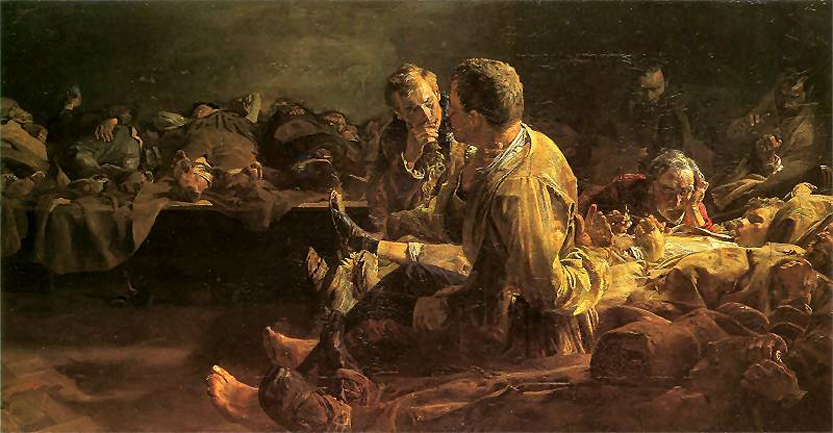
Śmierć na etapie, obraz Jacka Malczewskiego

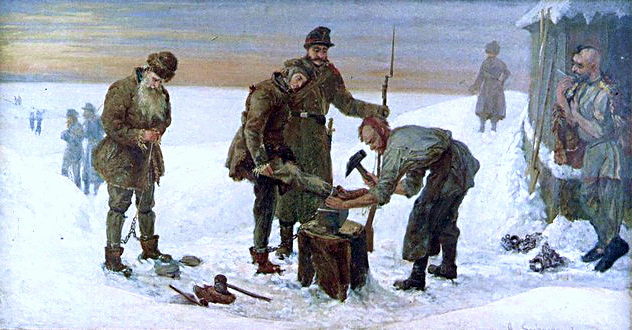
Wieczór – Zakładanie kajdan, obraz Aleksandra Sochaczewskiego

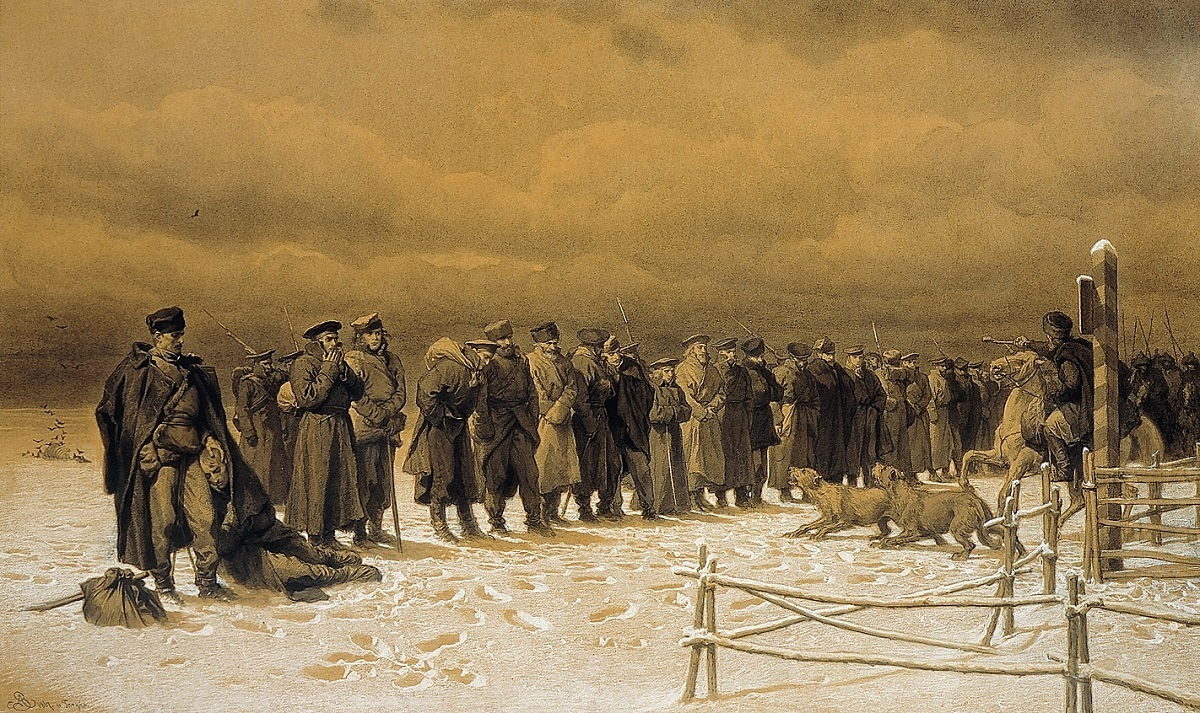
Pochód na Sybir, obraz Artura Grottgera

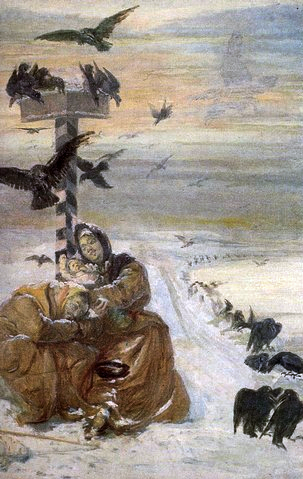
Ucieczka więźniów – Ofiary kruków, obraz Aleksandra Sochaczewskiego ukazujący nieudaną próbę ucieczki polskich zesłańców do kraju

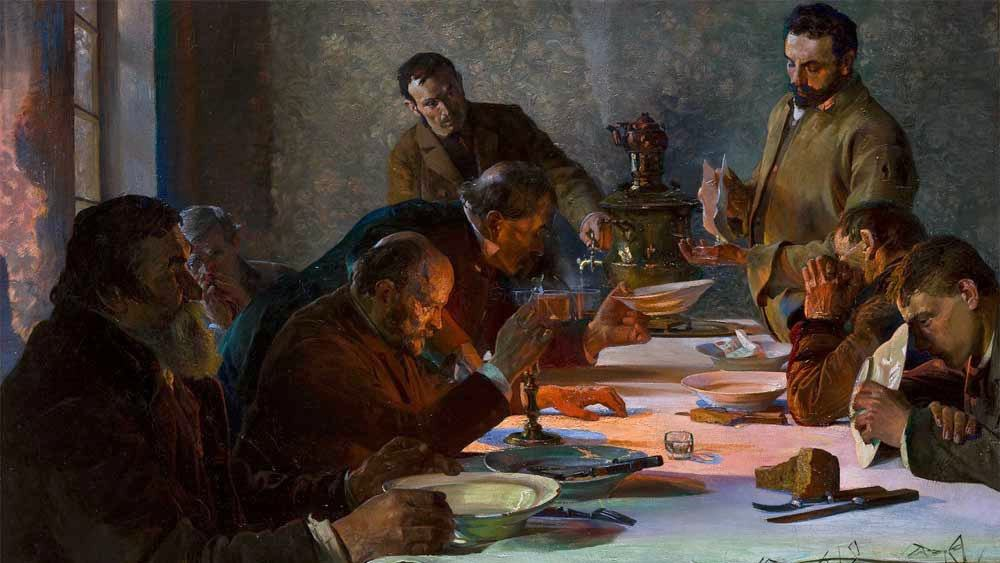
Wigilia na Syberii, obraz Jacka Malczewskiego

Polscy zesłańcy w Imperium Rosyjskim – w latach 1721–1917, w ramach represji za działalność polityczną lub będąc jeńcami wojennymi, setki tysięcy Polaków zostały zesłane przez władze rosyjskie na katorgę – ciężkie roboty w twierdzach, skazane na osiedlenie wraz z rodzinami (ros. поселение posielenie), zamieszkanie (ros. жителство żitielstwo), osadzenie (ros. водворение wodworienije), administracyjnie karnie wcielone do armii Imperium Rosyjskiego, do rot aresztanckich lub skazane na ciężkie roboty w kopalniach oraz zakładach (fabrykach).
Polscy zesłańcy ze stanu szlacheckiego i duchownego zwolnieni byli z kary chłosty, powszechnie przez Rosjan stosowanej wobec stanów niższych jako przygotowanie do katorgi. Chłostę stosowano także w wojsku lub wobec ludzi, którzy wyrokiem utracili prawa stanu. Często Polacy wcieleni do armii rosyjskiej skazywani byli na kilka tysięcy uderzeń knutem lub batogiem, karę, która niekiedy kończyła się śmiercią skazanego. Czasami przerywano ją, gdy obecny przy egzekucji lekarz stwierdził, że zagraża ona życiu katowanego, jednak po wyleczeniu kara była kontynuowana. Istniała także kara tzw. przegnania przez „zieloną ulicę” (ros. сквозь строй), gdy skazaniec z rękoma przywiązanymi do karabinu gnany był przez dwa szpalery żołnierzy (zazwyczaj po 500 z jednej strony). Za próbę buntu lub ucieczki byli piętnowani (wyciskano im rozżarzonym stemplem szubienicę na czole). Inicjator powstania listopadowego Piotr Wysocki przeżył zadaną mu w 1836 roku karę 1000 kijów.
Skazani na zesłanie przebywali uprzednio często w więzieniach rosyjskich: w Cytadeli Warszawskiej, Twierdzy w Kijowie, w Wilnie, Mińsku, Lublinie, Mohylewie i Żytomierzu. Kolejne grupy zesłańców pędzone były na Syberię etapami. Bogatsi lub ci, którym pozwolono, jechali czasami na zesłanie wozami lub kibitkami. Inni konwojowani szli pieszo. Zesłańcy odbywali postój przed obeliskiem w górach uralskich, wyznaczającym symboliczną granicę pomiędzy Europą a Azją. Pozbawieni środków pieniężnych, niedożywieni jeszcze w drodze na zesłanie padali ofiarą tyfusu, gruźlicy i ospy. W drodze etapami byli przetrzymywani w więzieniach lub innych obiektach rządowych.
Zazwyczaj polscy zesłańcy stanowili na rosyjskim tle element lepiej wykształcony i rozwinięty cywilizacyjnie, dlatego też władze carskie niejednokrotnie wykorzystywały ich jako pionierów kolonizacji podbitych przez Rosję terytoriów. Nie do przecenienia jest także wkład, jaki wnieśli w badania naukowe tych ziem.
Motyw zesłań syberyjskich stał się inspiracją dla wielu utworów literatury polskiej. Akcje poematów Juliusza Słowackiego Anhelli i Beniowski rozgrywają się wśród polskich zesłańców syberyjskich, Adam Mickiewicz opisuje dramat zesłania w części ustępu III części Dziadów Droga do Rosji, wspomina też o tym w Panu Tadeuszu, kwestii tej poświęcił powieść My i oni Józef Ignacy Kraszewski. Wątki zesłania obecne są w poezji Kornela Ujejskiego, Teofila Lenartowicza, Mieczysława Romanowskiego.
Zesłanie obecne jest w twórczości polskich malarzy: Jacka Malczewskiego, Aleksandra Sochaczewskiego, Artura Grottgera, Artura Nikutowskiego i Witolda Pruszkowskiego.

## Geneza
Pierwszymi Polakami zesłanymi do Carstwa Rosyjskiego na Syberię byli jeńcy wojenni z czasów wojny Stefana Batorego z Rosją. Później dołączyli do nich wzięci do rosyjskiej niewoli uczestnicy dymitriad i wojen polsko-rosyjskich XVII wieku. W 1660 r., w czasie wojen polsko-rosyjskich, został wzięty do niewoli Adam Kamieński, który został zesłany na Syberię. Wędrując wraz z innymi zesłańcami trafił do Jakucka przez Tobolsk, Jenisejsk i Ust´-Kut. Po zwolnieniu w 1672 napisał swój pamiętnik Dyaryusz więzienia moskiewskiego, miast i miejsc. Jest to pierwszy w historii opis Syberii napisany w języku polskim.
W 1623 r. J. Pleszewski, na czele 50 Kozaków, dotarł do górnego biegu Angary i pobrał jasak od miejscowych plemion tunguskich. W 1665 roku polski zesłaniec syberyjski Nicefor Czernichowski zabił miejscowego carskiego wojewodę, odbudował zniszczony gródek Ałbazin, stawiając w jego miejscu drewnianą twierdzę Jaxa. Dzięki niemu skutecznie przeciwstawił się Tunguzom, ściągał od nich daninę w futrach, osłaniając kolonizację rolniczą. Jaxa stało się przez krótki czas państewkiem, z którym korespondencję dyplomatyczną w języku polskim prowadziły Rosja i Chiny. Jednak już w 1672 roku zmuszony był z powrotem uznać władzę cara, kontynuując kolonizację wzdłuż Amuru.
Kolejnym zesłańcem, który pozostawił po sobie piśmienne wspomnienia, był wojskowy oraz pisarz Ludwik Sienicki wzięty do niewoli w czasie wojny z Rosją w 1707 r. W 1754 r. wydał książkę o pobycie na zesłaniu, gdzie zawarł także liczne obserwacje dotyczące przyrody syberyjskiej, a także wierzeń oraz życia Jakutów, Czukczów i Kamczadali narodów wschodniej Syberii. Na początku XVIII wieku na Syberię zsyłano zwolenników króla Stanisława Leszczyńskiego.

## Zesłania w latach 1764–1795

### Porwanie senatorów polskich z Sejmu 1767 roku
14 października 1767 roku poseł rosyjski Nikołaj Repnin, by złamać opór i sterroryzować polskich posłów przeciwnych równouprawnieniu innowierców i zawarciu traktatu gwarancyjnego pomiędzy Rzecząpospolitą i Imperium Rosyjskim, rozkazał porwać oddziałom wojsk rosyjskich przywódców konfederacji radomskiej: biskupa krakowskiego Kajetana Sołtyka, biskupa kijowskiego Józefa Andrzeja Załuskiego, hetmana polnego koronnego Wacława Piotra Rzewuskiego i jego syna Seweryna i zesłał ich do Kaługi, gdzie przebywali do 1773 roku. Pozbawiony opozycji sejm uchwalił w lutym 1768 prawa kardynalne i przyjął gwarancję rosyjską. Rzeczpospolita stała się tym samym protektoratem Imperium Rosyjskiego.

### Zesłania po konfederacji barskiej
Pojmani konfederaci barscy byli zsyłani na Syberię na podstawie rozkazu Katarzyny II, ogłoszonego przez Nikołaja Repnina w Warszawie 29 maja 1768 roku.
Od sierpnia 1768 Rosjanie wywozili wszystkich jeńców z wyjątkiem żołnierzy komputowych, których jako wziętych gwałtem wypuszczano. Często Rosjanie uwalniali także chłopów.
Według szacunków rosyjskich w 1771 r. do niewoli wzięto 14 000 konfederatów. Gromadzeni byli w obozach koncentracyjnych w Połonnem, w Warszawie i na Litwie, skąd grupami po 150–200 ludzi odstawiani byli do Kijowa lub Smoleńska. Dalej przez Orzeł, Tułę, mijając Moskwę do Kazania. Oficerowie i znaczniejsza szlachta jechali na zsyłkę wozami, pozostałych pędzono piechotą.
Ukaz rosyjskiego Kolegium Wojny z 27 grudnia 1769 nakazywał wysyłkę konfederatów barskich z Kazania na Syberię. Trzy jego następne ukazy z 18 października 1770, 2 lutego i 11 marca 1771 roku nakazały rekrutację konfederatów do pułków karabinierskich, dragońskich i kozackich, do tzw. batalionów garnizonowych albo na osiedlenie. Zesłany na Kamczatkę konfederat Maurycy Beniowski zorganizował spisek, w maju 1771 roku porwał statek i uciekł nim do Francji. Opór Polaków łamano karami cielesnymi, m.in. okładaniem kijami lub batożeniem. Świątobliwy Synod Rządzący nakłonił carycę Katarzynę II, by uwolniła od służby wojskowej konfederatów, którzy przyjmą prawosławie. Z możliwości tej skorzystali jednak nieliczni. Polacy wcieleni do wojska rosyjskiego w liczbie ok. 5600 użyci zostali do walk z Kałmukami, a po 1773 r. do stłumienia powstania Pugaczowa. W 1773 r. na mocy amnestii zwolniono kilka tysięcy konfederatów, nie objęła ona jednak wcielonych do wojska rosyjskiego. W Tobolsku miejscowy gubernator ukarał dla przykładu siedmiu Polaków żądających uwolnienia, wymierzając im do 800 uderzeń knutem, wyrwanie nozdrzy i wypalenie szubienic na czołach. Zakutych w kajdany zesłano na wieczną zsyłkę. Następną amnestią objęto konfederatów dopiero w 1781 roku. Relacje z zesłania zawarł w swoich wspomnieniach „Polak konfederat przez Moskwę na Syberię zaprowadzony” konfederat barski Karol Lubicz Chojecki.

### Zesłania po insurekcji kościuszkowskiej
Po stłumieniu insurekcji kościuszkowskiej, zesłanych zostało ok. 20 000 jej uczestników. Na ziemiach II rozbioru włączonych do Rosji śledztwo prowadziła specjalna komisja, która w lipcu 1795 roku wydała wyroki, dzieląc skazanych na 11 kategorii. Zaliczeni do 1 i 2 zostali skazani na zesłanie do najodleglejszych zakątków Syberii. Przywódcy powstania, w tym naczelnik Tadeusz Kościuszko, Jan Kiliński i Julian Ursyn Niemcewicz uwięzieni zostali w Twierdzy Pietropawłowskiej w Petersburgu. Objęła ich amnestia z 10 grudnia 1796 roku.

## Zesłania w XIX wieku

### Zesłania po inwazji na Rosję w 1812
Bliżej nieznana pozostaje dokładna liczba polskich jeńców, wziętych do rosyjskiej niewoli po przegranej wojnie 1812 roku, którzy zostali wcieleni do wojsk rosyjskich lub zostali zesłani. W 1813 roku 8643 polskich jeńców przebywało w Gruzji i na Kaukazie Północnym, w 1814 r. było już ich 9 tysięcy.

### Zesłania z ziem zabranych 1815–1830
Bliżej nieznana jest liczba polskich zesłańców po rozbiciu w latach 20. XIX wieku przez władze rosyjskie organizacji spiskowych na ziemiach zabranych.

### Zesłania po powstaniu listopadowym
Nieznana jest dokładna liczba zesłanych po powstaniu listopadowym. Na ziemiach zabranych w marcu i październiku 1831 przeprowadzono zwiększony pobór do wojska rosyjskiego. Władze rosyjskie wykorzystały wybuch powstania jako pretekst do zmniejszenia liczebności żywiołu polskiego na tych terenach. Szczególnym represjom poddano dezerterów z armii carskiej, włościan, ludzi pochodzących z ziem zabranych. Czasami wymierzano im karę nawet 6 tysięcy kijów i piętnowano ich.
W wyniku represji po upadku powstania, wprowadzono artykuł 20 Statutu Organicznego, likwidujący odrębne Wojsko Polskie Królestwa Kongresowego oraz dwa rozporządzenia Rady Administracyjnej, na mocy których 27825 żołnierzy polskich zostało wcielonych do armii Imperium Rosyjskiego na 15 lat (w Królestwie służba trwała 10 lat) i odesłanych w głąb Rosji. W sposób szczególny represjonowano wcielonych żołnierzy 4 pułku piechoty, którym służbę wydłużono do 25 lat. Do 1834 na Kaukazie służyło 9 tysięcy żołnierzy powstania listopadowego. Prawdopodobnie wielu z nich zmarło przed końcem służby. Wojskowi, po upływie wyznaczonych 15 lat, nie mieli nawet pieniędzy na powrót do kraju, dlatego też powroty były wśród nich niezwykle rzadkie.
Polaków wcielano do tzw. korpusów specjalnych, bacząc jednak, żeby ich liczba nie przekraczała 20–25% składu osobowego jednostek, gdyż jej przekroczenie w opinii władz rosyjskich groziło wybuchem buntu. Przestępcy polityczni wcielani byli zazwyczaj do Orenburskiego, Syberyjskiego, Kaukaskiego Korpusu Specjalnego, rzadziej do Korpusu Straży Więziennej i do liniowych wojsk kozackich. Polacy wcieleni do wojsk rosyjskich używani byli w utrzymaniu w jarzmie rosyjskim ludów zamieszkujących tereny obecnego Kazachstanu, Syberii Zachodniej, brali udział w podbojach Chiwy, Kokandy. Walczyli także z powstańcami kaukaskimi imama Szamila.
W latach 1831–1832 w ramach represji po powstaniu wcielono kilka tysięcy dzieci jego uczestników jako tzw. kantonistów do specjalnych batalionów wojsk rosyjskich i popędzono w głąb Rosji. W drodze z Warszawy do Bobrujska zmarło dwie trzecie dzieci. Resztę wychowano na żołnierzy rosyjskich.

### Zesłania w okresie międzypowstaniowym
Po rozbiciu ruchu partyzanckiego Józefa Zaliwskiego w 1833 roku, wielu jego członków zostało skazanych na katorgę. W czerwcu 1833 polscy zesłańcy, przygotowujący ucieczkę, zawiązali w Omsku spisek. Władze rosyjskie wpadły na trop spiskowców, wydano 25 wyroków śmierci. Jeden z jego przywódców ksiądz unicki Jan Henryk Sierociński skazany został na 6 tysięcy kijów, jednak nie przeżył wykonania kary. Lew Tołstoj w opowiadaniu Za co? odtworzył scenę jego kaźni. W 1844 władze carskie rozbiły spisek chłopski księdza Piotra Ściegiennego, zesłano wtedy wielu członków jego konspiracji, którzy byli chłopami.

### Zesłania po powstaniu styczniowym
Po stłumieniu powstania styczniowego Rosjanie zesłali na katorgę i osiedlenie około 20-25 tysięcy powstańców, z których więcej niż połowa już nie wróciła do kraju. W Tobolskim Urzędzie do Spraw Zesłańców decydowano o ich dalszym losie, przeznaczając jednych na osiedlenie do guberni zachodnich, innych na katorgę lub osiedlenie do guberni wschodnich. Zesłańcy polityczni pracowali w Irkuckiej Warzelni Soli w Usolu Sybirskim, gdzie wyniszczani byli ciężką pracą. Zatrudnieni byli także w kopalniach rudy i ołowiu w Akatuju w Okręgu Nerczyńskim. Zesłani polscy księża gromadzeni byli w Tunce. W dniu 4 kwietnia 1866 car Aleksander II wydał ukaz o amnestii, na mocy której zesłańcom darowano kary, a katorżnikom skrócono wyroki. Polscy zesłańcy, którzy pozostali w Irkucku w krótkim czasie przyczynili się do rozwoju cywilizacyjnego tego miasta, dzięki temu, że przybyli tam polscy lekarze, nauczyciele muzyki, języków i tańca, rzemieślnicy i ludzie interesu. Założono Magazyn Towarów Warszawskich, Polacy uruchomili browar, hotel i restaurację.

#### Powstanie zabajkalskie
W czerwcu 1866 roku kilkusetosobowa grupa polskich zesłańców po powstaniu styczniowym zaatakowała wojska rosyjskie. Po rozbiciu część z nich podjęła próbę ucieczki w kierunku granicy chińskiej, została jednak schwytana. Represje objęły 400 uczestników powstania, a jego przywódcy zostali skazani na karę śmierci.

#### Działalność naukowa
Znaczny był wkład polskich zesłańców w drugiej połowie XIX wieku w działalność badawczo-naukową tych ziem. Wybitnymi przedstawicielami nauki polskiej byli rekrutujący się z szeregów zesłańców m.in. Aleksander Czekanowski, Jan Czerski, Benedykt Dybowski, Wiktor Godlewski, Michał Jankowski (przyrodnik), Wacław Sieroszewski i Bronisław Piłsudski.

#### Zesłania w końcu XIX wieku
Zesłani zostawali wówczas głównie członkowie antycarskich partii socjalistycznych: PPS i SDKPiL.

## Zesłańcy jako temat w sztuce
W 1936 roku powstał polski film w reżyserii Michała Waszyńskiego pt. „Bohaterowie Sybiru”, poświęcony zesłańcom polskim.